# Václav Karel Řehořovský
Václav Karel Řehořovský (1. listopadu 1849 Beroun – 12. prosince 1911 Královské Vinohrady) byl český matematik.

## Život
Václav Karel Řehořovský absolvoval reálku v Plzni a poté studoval v letech 1867–72 na technice v Praze. V následujících letech působil v inženýrské praxi, ale pak se vrátil zpět na akademickou půdu. V roce 1875 se stal asistentem matematiky na české technice v Praze u Eduarda Weyra a toto místo zastával do roku 1881. V této době navštěvoval přednášky na univerzitě a v roce 1878 vykonal zkoušky učitelské způsobilosti z matematiky a deskriptivní geometrie pro reálky. Ve školním roce 1878–79 vykonal zkušební rok na české reálce v Praze 2. V roce 1892 se oženil s Annou Boženou Ropkovou z Českého Brodu a do roku 1900 učil na pražské průmyslové škole. V roce 1900 se stal profesorem obecné mechaniky a hydromechaniky na nově zřízené české technice v Brně. Na tomto místě působil až do své smrti. Již v roce 1901–02 byl rektorem této školy, v letech 1909–1910 byl děkanem jejího odboru strojního a elektrotechnického inženýrství.
V roce 1907 byl jmenován členem zemské školské rady pro markrabství moravské a v roce 1908 ho císař jmenoval dvorním radou. V letech 1901–03 a po roce 1906 byl předsedou matematicko-přírodovědné třídy českého vědeckého odboru při zemském muzeu v Brně.
Zemřel roku 1911 na Královských Vinohradech, byl pohřben v Berouně.

## Veřejná činnost
Od roku 1880 pracoval ve výboru Jednoty českých matematiků a fyziků, která ho později jmenovala čestným členem. V letech 1889–1900 zastával úřad vládního komisaře pro pokračovací průmyslové školy. V letech 1889–92 byl členem městského zastupitelstva v Praze.

## Dílo
- Seznam děl v Souborném katalogu ČR, jejichž autorem nebo tématem je Václav Karel Řehořovský
- Základové vyšší algebry (1883)
- Sbírka tabulek a vzorců (1889)
- Technický průvodce pro inženýra a stavitele (3 sv., 1896–1901)
- Počtářství živnostenské (1887, 7. vydání 1906)
- Nauka o těžišti (1906)
- O stupni vývoje základných věd technických před založením technik koncem XVIII. století (1907).

Z pověření ministerstva kultury a vyučování přeložil do češtiny Močnikovy učebnice matematiky pro obecné školy a později i další rakouské učebnice pro tento typ škol.